# Virrei Amat (métro de Barcelone)
Virrei Amat est une station de la ligne 5 du métro de Barcelone, en Espagne.

## Situation sur le réseau
La station est située sous la Plaça del Virrei Amat, sur le territoire de la commune de Barcelone, dans le district de Nou Barris.

## Histoire
En 1953, la mairie de Barcelone valide la création d'une nouvelle ligne de métro, nommée Transversal Alto. Dans le cadre de ce projet, Virrey Amat est une des quatre nouvelles stations créées, après Vilapiscina et précédant Maragall puis Viviendas de Congreso. Le tronçon incluant ces stations doit permettre de relier Sagrera, également connectée à la ligne Transversal, à une nouvelle station située place d'Ibiza,. Le nom Virrey Amat est issue de la place du même nom sous laquelle la station est construite.
Le 27 mai 1955, les travaux de construction du tronçon Sagrera-Vilapiscina sont attribués à l'entreprise Ferrocarril Metropolitano de Barcelona S.A.. La station est ouverte au public le 21 juillet 1959, lors de la mise en exploitation du tronçon de La Sagrera à Vilapicina. L'inauguration est faite en présence de plusieurs personnalités locales, dont le maire Josep Maria de Porcioles i Colomer et l'archevêque de Barcelone Gregorio Modrego y Casaus. En 1961, après la fusion des deux sociétés exploitant le métro de Barcelone (Gran Metropolitano de Barcelona SA et Ferrocarril Metropolitano de Barcelona SA), la ligne Sagrera-Vilapiscina est rebaptisée ligne II. En 1970, ce tronçon est relié à Diagonal et intègre alors la ligne V. En 1982, les chiffres arabes remplacent les chiffres romains dans la numérotation des lignes et la station prend son nom actuel.